# Stylantheca papillosa
Stylantheca papillosa är en nässeldjursart som först beskrevs av Dall 1884.  Stylantheca papillosa ingår i släktet Stylantheca och familjen Stylasteridae. Inga underarter finns listade i Catalogue of Life.